# Geographische Breite

Breitenkreise

Die geographische Breite entspricht nur bei einer als Kugel angenommenen Erde der geozentrischen Breite

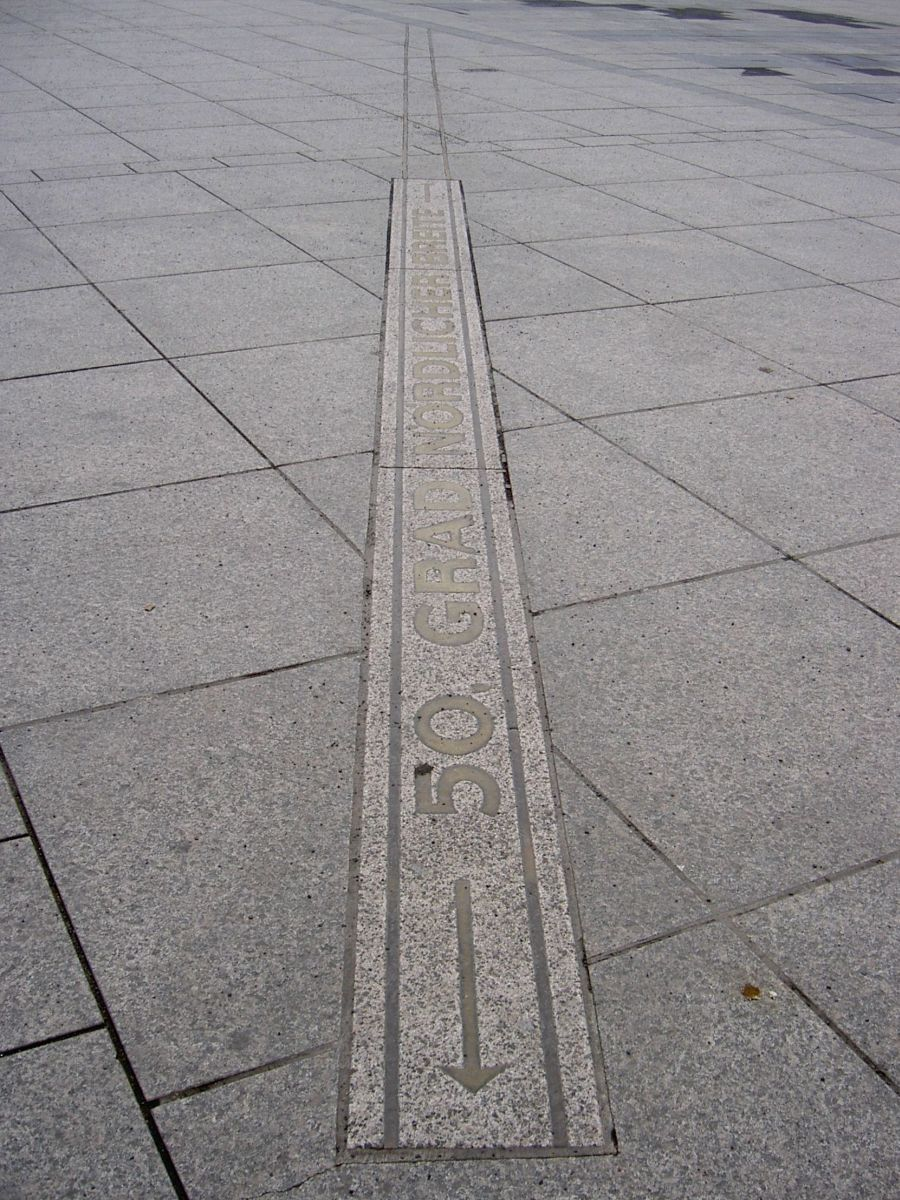
50. Breitengrad in der Mainzer Innenstadt

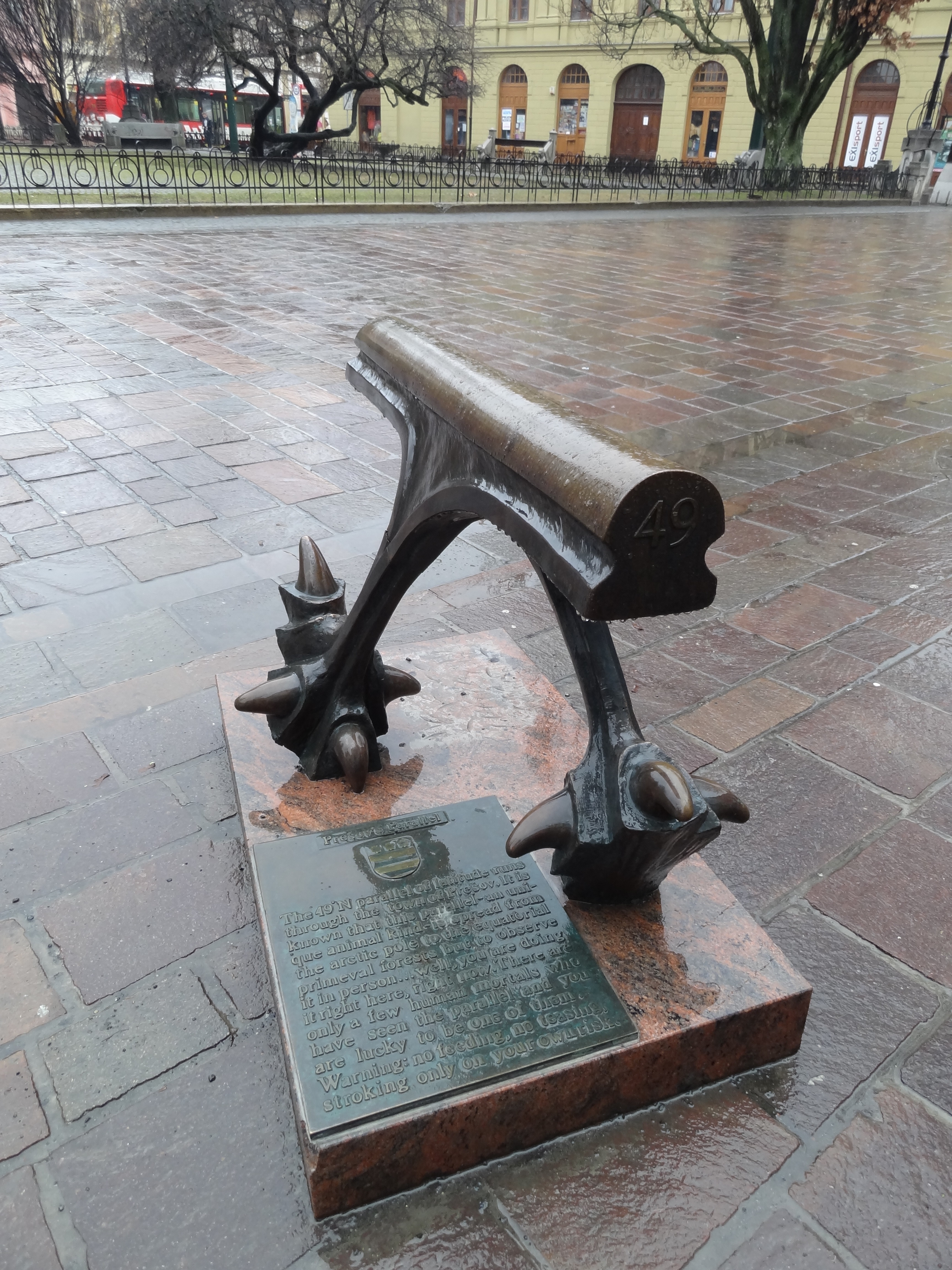
Der 49. Breitengrad ist in Prešov (Ostslowakei) mit einer Skulptur markiert.

Die geographische Breite (B oder φ), auch geodätische Breite oder Breitengrad genannt (lateinisch latitudo, englisch latitude; internationale Abkürzung Lat. oder LAT), ist die im Winkelmaß in der Maßeinheit Grad angegebene nördliche oder südliche Entfernung eines Punktes der Erdoberfläche vom Äquator. Die Breite nimmt Werte von −90° am Südpol über 0° am Äquator bis +90° am Nordpol an. Statt des Vorzeichens sind auch die Kennzeichnungen N und S für Nord bzw. Süd zulässig, so kann z. B. die Breite des Südpols mit 90° S notiert werden.
Die geographische Breite verwendet ellipsoidische Koordinaten; man misst den Winkel zwischen der Normalen (Senkrechten) zum Erdellipsoid und der Äquatorebene der Erde. Es wird nicht wie bei der geozentrischen Breite zum Erdmittelpunkt gemessen und sich auch nicht auf die wahre Lotrichtung bezogen, wie bei der astronomischen Breite.
- Orte mit derselben Breite liegen auf einem Breitenkreis, auch Breitenparallel oder Parallelkreis genannt.
- Zur Identifikation eines Punktes auf der Erdoberfläche – zur Bestimmung seiner geographischen Lage – wird zusätzlich zur Breite die Angabe seiner geographischen Länge (auch Längengrad) benötigt. Die Definition der geografischen Breite geht auf Claudius Ptolemäus zurück.

## Unterteilung
Die geographische Breite wird traditionell im Sexagesimalsystem mit Grad, Minuten und Sekunden angegeben, wobei ein Grad 60 Minuten und eine Minute 60 Sekunden entsprechen (wie in der Zeitangabe). Bei Dezimalgrad werden Nachkommastellen angegeben.
Es gibt – je nach der gewünschten Genauigkeit – verschiedene Methoden der Darstellung, z. B.:
1. Grad, Minuten, Sekunden: 66° 43′ 12″
2. Grad, Minuten, Dezimalsekunden: 66° 43′ 12,0″
3. Grad, Dezimalminuten: 66° 43,2′
4. Dezimalgrad: 66,7200°

Der Abstand zwischen zwei Breitenkreisen, deren geografische Breite sich um 1° unterscheidet, beträgt immer rund 111 Kilometer oder 60 Seemeilen. Jedoch ist der Abstand an den Polen (111,694 km pro Grad) durch die Erdabplattung geringfügig größer als am Äquator (110,574 km pro Grad), da die Krümmung vom Pol zum Äquator um etwa 1 % zunimmt.
Fehlt die Angabe N oder S, so stehen positive Werte für nördliche Breite und negative für südliche Breite.
Bei der Angabe von Ortskoordinaten ist die Breite stets zuerst anzugeben, dann erst die Länge: „B vor L, wie im Alphabet“. Bei den englischen Bezeichnungen „Latitude“ und „Longitude“ funktioniert die alphabetische Regel ebenso. Ihren Grund hat diese Konvention in der Geschichte: die Breite konnte bereits Jahrhunderte vor der Länge ziemlich exakt bestimmt werden.
Koordinatenbeispiele
- München (Marienplatz): 48° 8′ 13,94″ nördliche Breite, 11° 34′ 31,98″ östliche Länge
- Santa Cruz County (Kalifornien): ca. 37° nördliche Breite, 122° westliche Länge

## Ermittlung der geographischen Breite
Die Breite lässt sich recht einfach aus dem höchsten Sonnenstand (Mittagsbreite) oder aus der Höhe kulminierender Sterne bestimmen. Die Messung kann beispielsweise mit Hilfe eines Sextanten erfolgen.
Auf der Nordhalbkugel der Erde gibt die Höhe des relativ hellen Polarsterns (Polaris) über dem Horizont ziemlich genau den Breitengrad an. Am Äquator erscheint der Polarstern am Horizont, am Nordpol steht er nahezu senkrecht am Himmel. Tatsächlich entspricht der Sternort von Polaris mit einer Deklination von (derzeit) etwa 89° 16' nicht exakt dem Himmelspol; der dadurch entstehende Fehler schwankt wegen der Erddrehung zweimal täglich zwischen 0° und ca. 0,75° und kann durch einfache Formeln oder Mittelung verringert werden.
Bereits die Seefahrer des späten 15. Jahrhunderts verstanden die Breite zur Navigation zu nutzen. Die Bestimmung der geographischen Länge war hingegen komplizierter und erforderte eine genaue Koppelnavigation oder die Messung von Mond-Stern-Distanzen. Seit Ende des 18. Jahrhunderts erfolgt sie mit der genauen Uhrzeit von Chronometern, seit Mitte des 20. Jahrhunderts mittels verschiedener Verfahren unter Verwendung von elektromagnetischen Wellen terrestrischer Sender, seit den 1990er Jahren mit GPS-Satellitenempfängern.

## Astronomische, ellipsoidische, geodätische und geozentrische Breite

Geographische Breite bei einem Rotationsellipsoid

- Astronomische Breite: bezeichnet den Winkel zwischen der tatsächlichen Lotrichtung und der Äquatorebene. Die Differenz zur ellipsoidischen Breite ist eine Komponente der Lotabweichung (die andere ist die Differenz astronomische minus ellipsoidische Länge).
- Ellipsoidische, geodätische oder geographische Breite: entspricht, wenn als Erdmodell ein Rotationsellipsoid verwendet wird, dem Winkel zwischen der Äquatorebene und der Ellipsoidnormalen. Diese Version der geografischen Breite wird in der Landesvermessung und Kartografie verwendet.
- Geozentrische Breite: ist die Richtung zum Erdmittelpunkt. Lotrichtung und Ellipsoidnormale verlaufen – außer am Äquator und an den Polen – nicht durch den Erdmittelpunkt. Die geozentrische Breite unterscheidet sich von der geographischen Breite um bis zu 0,2°.

Bei einem perfekten stabilen (abgeplatteten) Rotationsellipsoid (keine Berge bzw. Täler, konstante Dichte) entspräche die ellipsoidische Breite der astronomischen Breite. Zudem wäre die geozentrische Breite für jeden Ort zahlenmäßig am nächsten zum Äquator (d. h. kleinster Betrag).

## Erdklimaangaben in Geographischer Breite
Da die mittlere Sonneneinstrahlung auf einen Punkt der Erdoberfläche von dessen geographischer Breite abhängt, bestimmt diese wesentlich das lokale Klima und kann zur Definition der (geographischen) Klimazonen dienen: Die Tropen liegen zwischen den Wendekreisen (23° 26′) und die Polargebiete polwärts der Polarkreise (66° 34′), dazwischen liegen die Subtropen und gemäßigten Zonen.
Das Klima hängt auch von weiteren Faktoren ab; so sind z. B. europäische Orte wegen des Nordatlantikstroms in der Regel deutlich wärmer als asiatische und nordamerikanische Orte gleicher geographischer Breite.
Windverhältnisse sind auch je nach Zonen geographischer Breite unterschiedlich. In früheren Zeiten, als Schiffe noch meist gesegelt wurden, waren diese Unterschiede für die kommerzielle Schifffahrt von großer Bedeutung, wie heute noch für Segelschiffe. Aus der Zeit der Segelschiffe haben sich Bezeichnungen wie Rossbreiten oder Roaring Forties erhalten, welche die Windverhältnisse entsprechenden Breiten zuordnen.

## Breitengrad

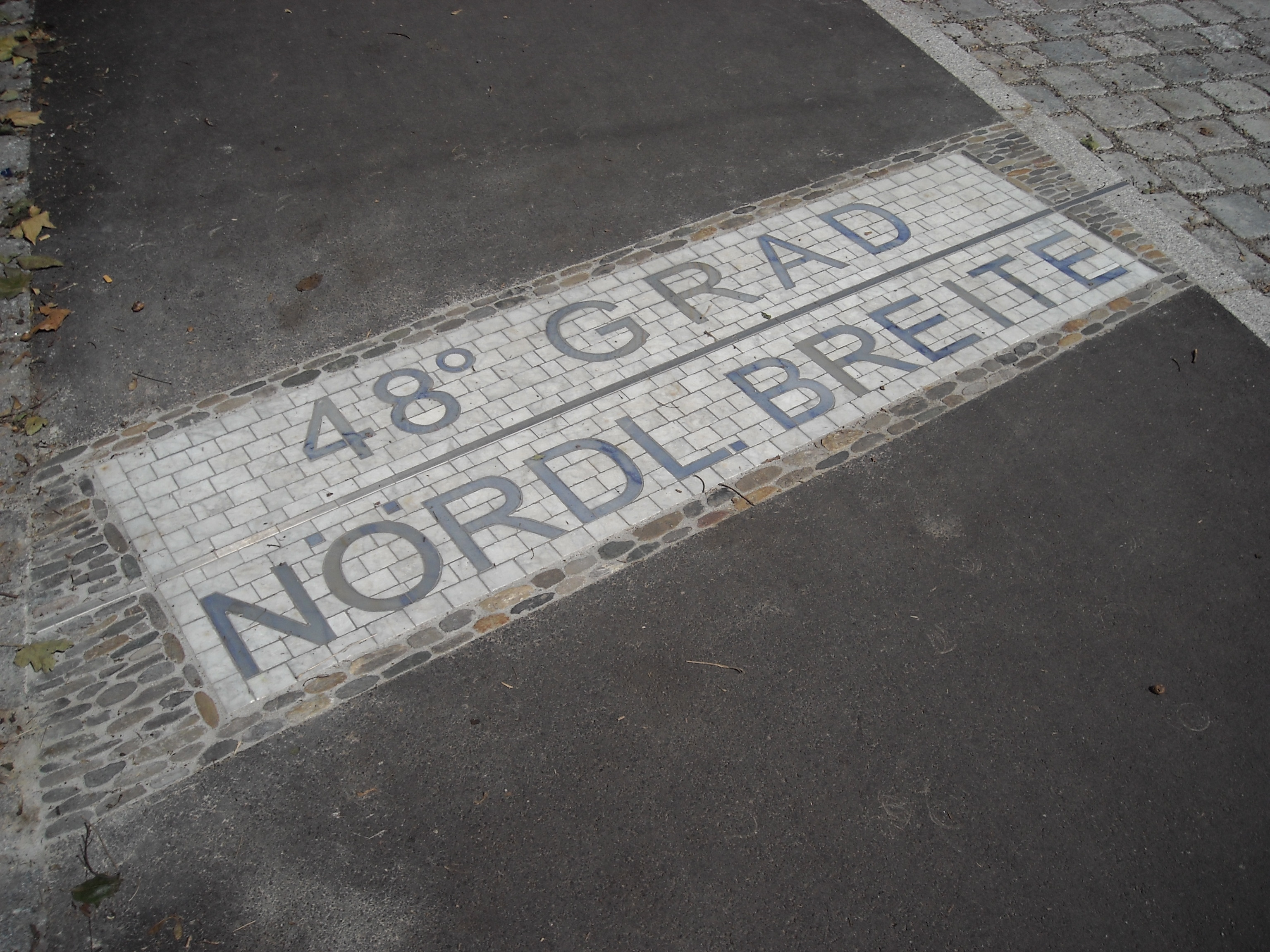
Der 48. Breitengrad als Pflastermosaik in Freiburg im Breisgau, 2010

Das Wort Breitengrad wird mit unterschiedlicher Bedeutung verwendet. Einmal kann damit die geographische Breite in Grad selber gemeint sein, zum anderen der Breitenkreis, auf dem alle Orte gleicher geographischer Breite liegen und hierbei manches Mal nur solche Breitenkreise, deren geographische Breite in Grad ganzzahlig ist.